# Saab 29 Tunnan
SAAB 29 Tunnan (fil) (FV-typnummer: flygplan 29, kort fpl 29), även kallad Flygande tunnan, var ett svenskt enmotorigt reaktionsdrivet stridsflygplan utvecklat av Svenska Aeroplan Aktiebolaget (SAAB) på beställning från det svenska flygvapnet för att ersätta flygplan 21, fpl 26, fpl 28 och fpl 31. Planet var det första pilvingade stridsflygplan som massproducerades i Västeuropa efter andra världskriget och det första av SAABs stridsflygplan som fick ett namn, Tunnan (eller Flygande Tunnan), ursprungligen myntat som smeknamn efter dess utseende. 
Flygplanet var i aktiv militär tjänst i Sverige och Österrike mellan åren 1951 och 1972. J 29 ansågs jämbördigt med samtida amerikanska (F-86) och sovjetiska (MiG-15) plan och hade stor betydelse för svensk flygindustri.

## Historik
Den första prototypen till SAAB 29 flög 1 september 1948. Tunnan var det första stridsflygplanet i Sverige med pilvingar. Information om pilvingar kom från Schweiz och ska ha inkluderat ritningar på Messerschmitts Me P1101, P1110, P1111 och P1112. SAABs projektchef Frid Wänström hämtade 1945 dessa hemliga papper från Schweiz till Sverige. Handlingarna kom från ingenjörer från Messerschmitt som flytt till Schweiz i slutet av andra världskriget. Byggt på denna dokumentation och erfarenheter (tester på Messerschmitt) kunde SAAB bygga Tunnan med pilvingar. Dock inte ingenjör doktor Hermann Behrbohm som från 1951 kom att ingå i SAABs kärna i teamet runt SAAB 32 Lansen och SAAB 35 Draken och kommande flygplanstyper. Däremot kände Behrbohm till bakgrunden till dokumentationen vilket ökade dess värde vid användningen av dem till SAAB 32 Lansen och SAAB 35 Draken (tester med deltavingar).
De första serieflygplanen levererades till Bråvalla flygflottilj 1951. Sammanlagt 224 stycken J 29A levererades mellan 1951 och 1953. En attackversion, J 29B, (ibland kallad A 29B) introducerades och levererades mellan 1953 och 1955. De 361 plan som levererades var i tjänst till 1957 då de ersattes av A 32A. Därefter utvecklades spaningsversionen S 29C i 76 exemplar mellan 1954 och 1956. Dessa var i aktiv tjänst fram till 1970. S 29C utrustades med radarvarningssystemet PQ17 och blev därmed var det första svenska stridsflygplan som hade radarvarnare. Det hade emellertid inga vapen ombord utan endast kameror.

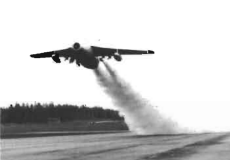
J 29 med startraketer

1951 fick J 29 startraketer som kortade startsträckan.
Från 1954 och framåt byggdes alla jakt- och attackplan om och fick efterbrännkammare konstruerad av Östen Svantesson. Vissa modifierades på flottilj (J 29E), andra direkt på SAAB. Detta höjde maxhastigheten på planen en del men framförallt förbättrades stigförmågan. Denna modifiering kom inte S 29C tillgodo.
Av flygvapnets 661 Tunnor avskrevs 242 på grund av haverier där sammanlagt 99 piloter omkom. Den relativt höga olycksfrekvensen i början berodde på bristande kunskap om pilvingens egenskaper, i kombination med att det inte fanns någon tvåsitsig skolversion. En skolversion hade föreslagits av SAAB, men flygvapnet valde att prioritera produktionen av jaktversionen. Det höga antalet haverier berodde också på Sveriges strävan att hålla sig utanför det kalla kriget. Övning skedde mycket krigslikt, och svenska piloter hade få begränsningar för vad de fick göra. Luftstrid övades dessutom ofta i stora formationer och kollisioner var inte ovanliga.
I samband med avvecklingen av systemet och övergång till bland annat Draken-systemet, kom kanonerna från de skrotade planen att användas till att beväpna Pansarbandvagn 302. Tunnan kom att tjänstgöra vid Målflygdivisionen (MFD) fram till 1976.
I samband med flygvapnets femtioårsjubileum i augusti 1976 startades föreningen Tusen Timmar Tunnan, även känd som TTT Klubben, en sammanslutning vars medlemmar har minst tusen timmar, enligt militärt sätt att räkna flygtid, i SAAB 29. Klubben bildades formellt först 1987, och kunde då visa upp en lista med 79 piloter.

## Världsrekord

Kapten Anders Westerlund efter världsrekordet den 6 maj 1954.

Den 6 maj 1954 satte en kapten i flygvapnet, Anders Westerlund, ett världsrekord med en J 29B med en medelhastighet på 977 km/h på en 500 km lång bana. Tiden var 30 minuter och 42 sekunder. Därmed distanserades det tidigare amerikanska rekordet med 27 km/h. Sverige fick behålla det rekordet i ett år innan det slogs av en amerikansk F-86H Sabre.
Två S 29C från Södermanlands flygflottilj (F 11) flugna av kapten Hans Neij och fältflygare Birger Eriksson slog 23 mars 1955 världsrekord över en sluten 1 000 km lång bana. De flög sträckan Nyköping–Nätra kyrka i Bjästa i nuvarande Örnsköldsviks kommun och åter med en medelfart på 900,6 km/h. Det gamla rekordet löd på 822 km/h och sattes i maj 1950 av den brittiske testpiloten James "Jim" Cooksey med en Gloster Meteor.

## Tunnan i krig
Som en del i FN-operationen ONUC skickades 5 stycken J 29B till Kongo-Léopoldville 1961 i fredsbevarande syfte, under Kongokrisen. Ytterligare 4 stycken J 29B och 2 stycken S 29C skickades till Kongo året efter. Förbandet, benämnt F 22, ingick som en del i flygstyrkan U.N. Fighter Wing som var sammansatt av flygplan från flera länder. Inledningsvis deltog indiskt och etiopiskt flyg, i ett senare skede tillkom iranska och filippinska förband. Detta var andra gången svenskt stridsflyg deltog i krig. Första gången hade varit 1939–1940 när det svenska frivilligförbandet F 19, deltog i finska vinterkriget och Kongo-insatsen betraktades som framgångsrik med hög tjänstgöringsgrad för Tunnan-planen. De svenska planen angrep främst markmål, eftersom deras katangesiska motståndares fåtaliga stridsplan hade sämre luftstridsförmåga än Tunnan.
Konfrontation med det katangesiska flyget förekom men luftstrid inträffade endast vid ett tillfälle, den 29 december 1962. Under anflygning inför ett anfall mot flygplatsen i Kolwezi mötte en rote J 29 ur F 22 en katangesisk Harvard, flugen av en polsk pilot, som nyss startat från Kolwezi. Det rådde vid tillfället svåra väderförhållanden med dålig sikt och en mycket låg molnbas. Flygplanen flög på näst intill kontrakurs på låg höjd men den svenske rotechefen, Åke Christiansson beslutade ändå att anfalla. J 29:orna gjorde en sväng in mot det katangesiska planet och öppnade eld på relativt kort avstånd. Christiansson lyckades träffa Harvardens stjärtparti och allvarligt skada sidrodret. Piloten i Harvarden steg omedelbart upp i det låga molnlagret och den svenska roten tappade kontakten, varvid man fortsatte anflygningen mot Kolwezi. Harvarden lyckades därefter ta sig till Jadotville och landa där, men var satt ur flygbart skick under resten av stridigheterna. Piloten klarade sig utan skador.
Under insatsen gick två J 29 förlorade vid haverier. I båda fallen i samband med landning på Kaminabasen utan personskador och med begränsade materiella skador, dock bedömdes reparationer för kostsamma eller tidskrävande och flygplanen ställdes av för att användas som reservdelsobjekt eller som skjutmål. När FN-insatsen avvecklades 1964, flög två J 29 och de båda S 29:orna hem till Sverige medan övriga flygplan sprängdes på plats, eftersom de var alltför omoderna för tjänst i Sverige och kostnaden att ta hem dem blev alltför hög. Ett flygplan 29398 (Vit Filip) finns bevarat på Flygvapenmuseum i Linköping (för närvarande i förråd). Den J 29F, 29657 som finns hos National Air and Space Museum i Washington D.C. bär samma märkning som ett flygplan ur F 22 men har aldrig varit i Kongo.

## Tunnan på export

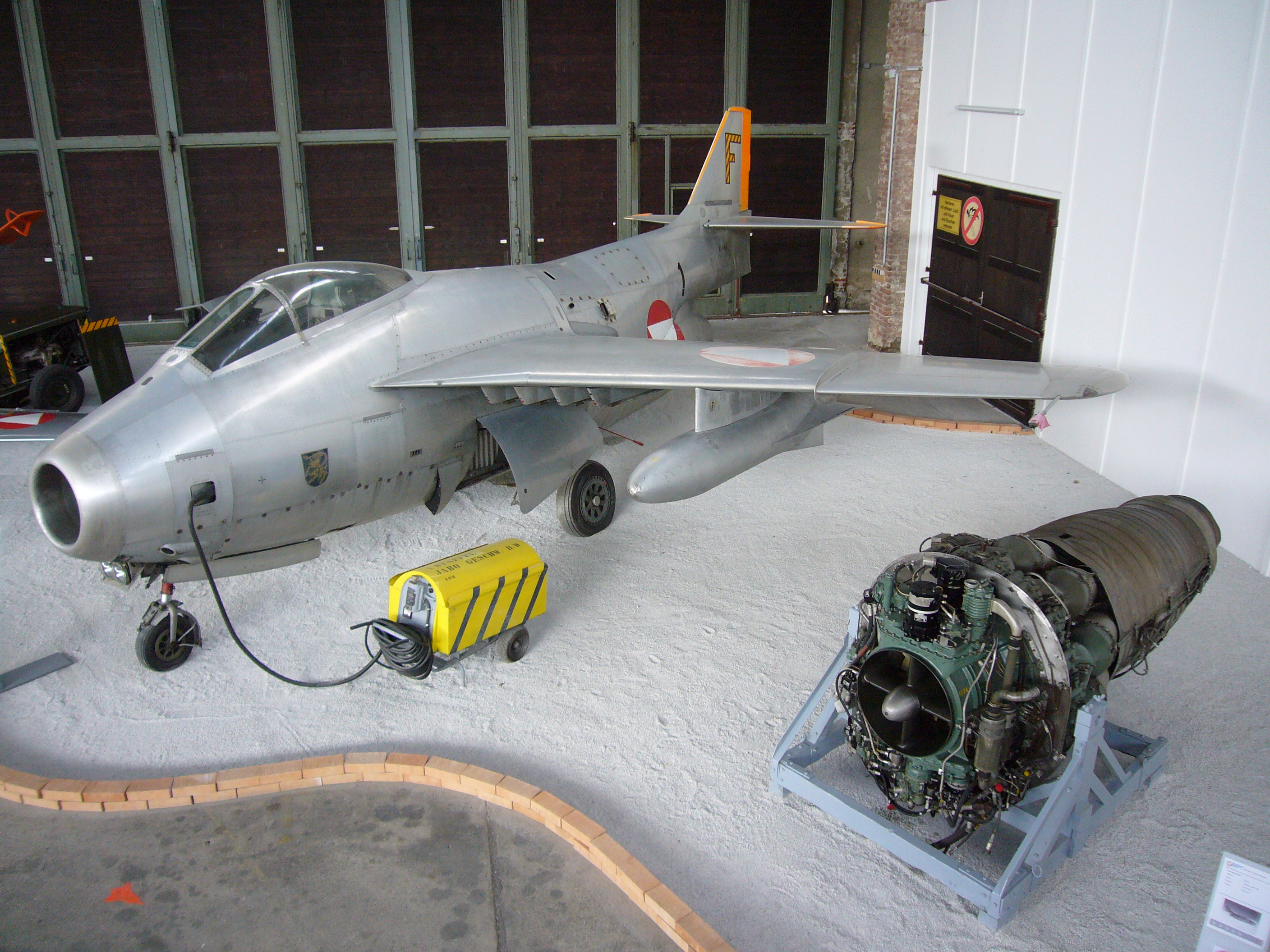
J29F 29449 på Fliegermuseum i Zeltweg, Österrike.

SAAB gjorde omfattande försök att sälja Tunnan internationellt men någon affär kom aldrig till stånd. Österrike kom däremot senare att köpa 30 begagnade J 29F, vilka tjänstgjorde mellan åren 1961 och 1972. Tio flygplan avskrevs efter haverier där sex piloter omkom.

## Data

Ritning av SAAB 29 Tunnan

|                       | J 29A                   | A/J 29B                 | S 29C                   | J 29E                   | J 29F      |
| Spännvidd             | 11,00 m                 | 11,00 m                 | 11,00 m                 | 11,00 m                 | 11,00 m    |
| Längd                 | 10,227 m                | 10,227 m                | 10,227 m                | 10,227 m                | 10,227 m   |
| Höjd                  | 3,75 m                  | 3,75 m                  | 3,75 m                  | 3,75 m                  | 3,75 m     |
| Vingyta               | 24,00 m²                | 24,00 m²                | 24,00 m²                | 24,15 m²                | 24,15 m²   |
| Tomvikt               | 4 580 kg                | 4 640 kg                | 4 700 kg                | 4 600 kg                | 4 845 kg   |
| Max. startvikt        | 7 530 kg                | 8 170 kg                | 8 000 kg                | 8 170 kg                | 8 375 kg   |
| Maxfart               | 1 050 km/h              | 1 060 km/h              | 1 060 km/h              | 1 060 km/h              | 1 075 km/h |
| Bränslemängd (Intern) | 1430 Liter              | 2150 Liter              | 2150 Liter              | 2150 Liter              | 2150 Liter |
| Bränslemängd (Extern) | 900 Liter               | 900 Liter               | 900 Liter               | 900 Liter               | 900 Liter  |
| Dragkraft             | 2 270 kp                | 2 270 kp                | 2 270 kp                | 2 270 kp                | 2 800 kp   |
| Motor                 | de Havilland DGT3. RM 2 | de Havilland DGT3. RM 2 | de Havilland DGT3. RM 2 | de Havilland DGT3. RM 2 | RM 2B      |

## Utrustning

### Automatkanoner
Tunnan var beväpnad med fyra stycken 20 mm automatkanoner ("akan") under nosen. Dessa var av modell 20 mm automatkanon m/47C, en svensk version av den brittiska Hispano mk V. Dessa hade en eldhastighet på 700 skott per minut och vardera kanonen hade ett magasin med 180 patroner.
För träning kunde alla 20 mm akan bortmonteras och ersättas av två stycken 12.7 mm automatkanon m/39 i de övre kanonhålen.

### Fälltankar
Tunnan kunde bära två stycken fälltankar under vingarna för längre flygningar. Dessa monterades centralt under varje vinge. De kunde bäras tillsammans med 8 stycken lätta attackraketer.
Det fanns två typer av fälltankar. Fälltank typ 1 och 2. Dessa höll 400 och 500 liter vardera.

### Bomber
Tunnan hade inte en stor arsenal av bomber men kunde bära två stycken 200 kg brandbomb m/51 på fälltanksbalkarna.
Förutom detta kunde tunnans fälltankar armeras till brandbomber under flykt. De testades även med napalm för bättre verkan som brandbomber.

### Raketer
Tunnan kunde ta med en hel del olika typer av raketer för både jakt- och attackuppdrag. Dessa monterades nära kroppen under varje vinge.
För attackuppdrag kunde Tunnan bära mellan 8 och 14 lätta attackraketer (ARAK) på 8 raketställ (4-7 ARAK per vinge), alternativt 4 stycken tunga ARAK på 4 raketställ (2 ARAK per vinge). För övning kunde man bära 8 stycken övningsraketer (ÖRAK).
1953 testade man att montera ytterligare 2–4 stycken lätta ARAK, alternativt en tung ARAK i vardera fälltanksbalk tillsammans med ordinarie raketuppsättning. Det vill säga 18–20 lätta ARAK eller 6 stycken tunga ARAK.
För jaktuppdrag kunde Tunnan bära mellan 12 och 24 stycken 75 mm jaktraketer (JRAK) på 6 raketställ (6–12 JRAK per vinge).
Denna JRAK började utvecklas under början av 50-talet och kallades under utvecklingen för 75 mm JRAK fm/53E. Dessa var enbart attrapper.
1954 testade man att montera ytterligare JRAK genom fälltanksbalkarna som man gjorde med ARAK året innan. Tillsammans med ordinarie JRAK uppsättning monterade man 8 JRAK per fälltanksbalk vilket gav en total uppsättning av 40 JRAK.
| Ursprung       | Namn    | Namn              | Namn         | Raket                | Typ  | Viktklass | Noter                      |
| Ursprung       | Kaliber | Stridsdel         | Model        | Raket                | Typ  | Viktklass | Noter                      |
| -------------- | ------- | ----------------- | ------------ | -------------------- | ---- | --------- | -------------------------- |
| Storbritannien | 80 mm   | pansarraket       | m/46C        | RP-3                 | ARAK | Lätt      | Användes sällan            |
| Sverige        | 145 mm  | pansarsprängraket | m/49A        | Bofors 10,3 cm raket | ARAK | Lätt      |                            |
| Sverige        | 145 mm  | pansarsprängraket | m/49B        | Bofors 10,3 cm raket | ARAK | Lätt      |                            |
| Sverige        | 103 mm  | övningsraket      | m/49         | Bofors 10,3 cm raket | ARAK | Lätt      |                            |
| Sverige        | 180 mm  | halvpansarraket   | m/49         | Bofors 18 cm raket   | ARAK | Tung      | Användes primärt mot skepp |
| Sverige        | 180 mm  | halvpansarraket   | m/49B        | Bofors 18 cm raket   | ARAK | Tung      |                            |
| Sverige        | 150 mm  | sprängraket       | m/51A        | Bofors 10,3 cm raket | ARAK | Lätt      |                            |
| Sverige        | 63 mm   | övningsraket      | m/52         | Bofors 6 cm raket    | ÖRAK | Lätt      |                            |
| Sverige        | 60 mm   | övningsraket      | m/54         | -                    | ÖRAK | Lätt      |                            |
| Sverige        | 75 mm   | sprängraket       | m/55 "Frida" | Bofors 7,5 cm raket  | JRAK | Lätt      |                            |
| Sverige        | 63 mm   | övningsraket      | m/60         | Bofors 6 cm raket    | ÖRAK | Lätt      |                            |
| Sverige        | 127 mm  | målraket          | mk26         | TDU-11/B Mk 26       | ÖRAK | Tung      | För övning med Robot 24    |

### Robotar
Tunnan hade ingen stor arsenal av robotar. Man använde enbart robotar på J 29F, och detta under jaktuppdrag. För dessa jaktuppdrag användes den värmesökande jaktroboten Robot 24 som var en importerad AIM-9B Sidewinder.
Under övning med Robot 24 användes målraket mk26. På den högra robotbalken monterades en Robot 24 och på den vänstra en målraket mk26. Först avfyrade man målraket mk26 och sedan Robot 24. Målraket mk26 var utrustad med ett värmebloss vilket lurade Robot 24 att det var en fientlig jetmotor.
Förutom jaktrobotar använde man tunnan som robotbärare under utvecklingen av Robot 04, som på den tiden hette Robot 304. Tunnan utrustades med Robot 304A vilket var en prototyp robot eller en så kallad provrobot utan stridsladdning som användes under styrtester. Själva Robot 04 kom inte att användas på Tunnan dock.
| Ursprung | Namn           | Model             | Typ       | Not                         |
| -------- | -------------- | ----------------- | --------- | --------------------------- |
| USA      | Robot 24       | AIM-9B Sidewinder | Jaktrobot | Användes bara på J 29F      |
| Sverige  | Provrobot 304A | Robot 04 prototyp | Provrobot | Bara en experimentell robot |

### Startraketer
1951 fick Tunnan startraketer samtidigt som även A 21R) fick det, vilket kortade planens startsträckor. Startraketerna hade konstruerats av Svenska Flygmotor AB (SFA).

## Versioner

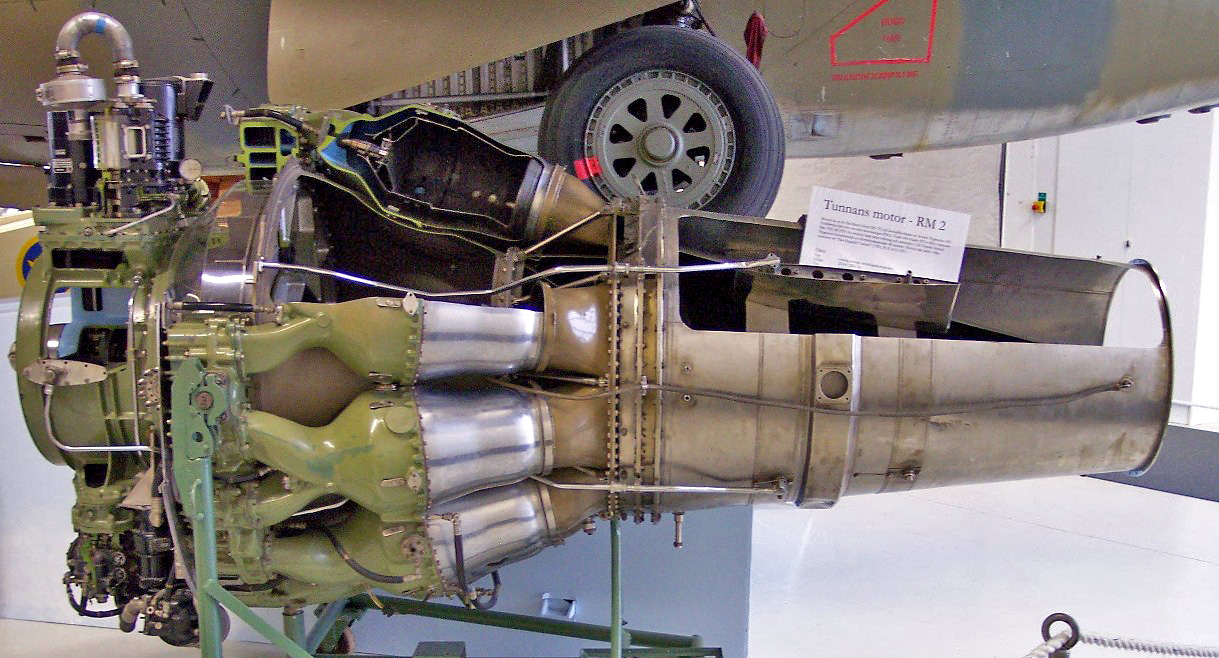
RM 2, de Havilland Ghost

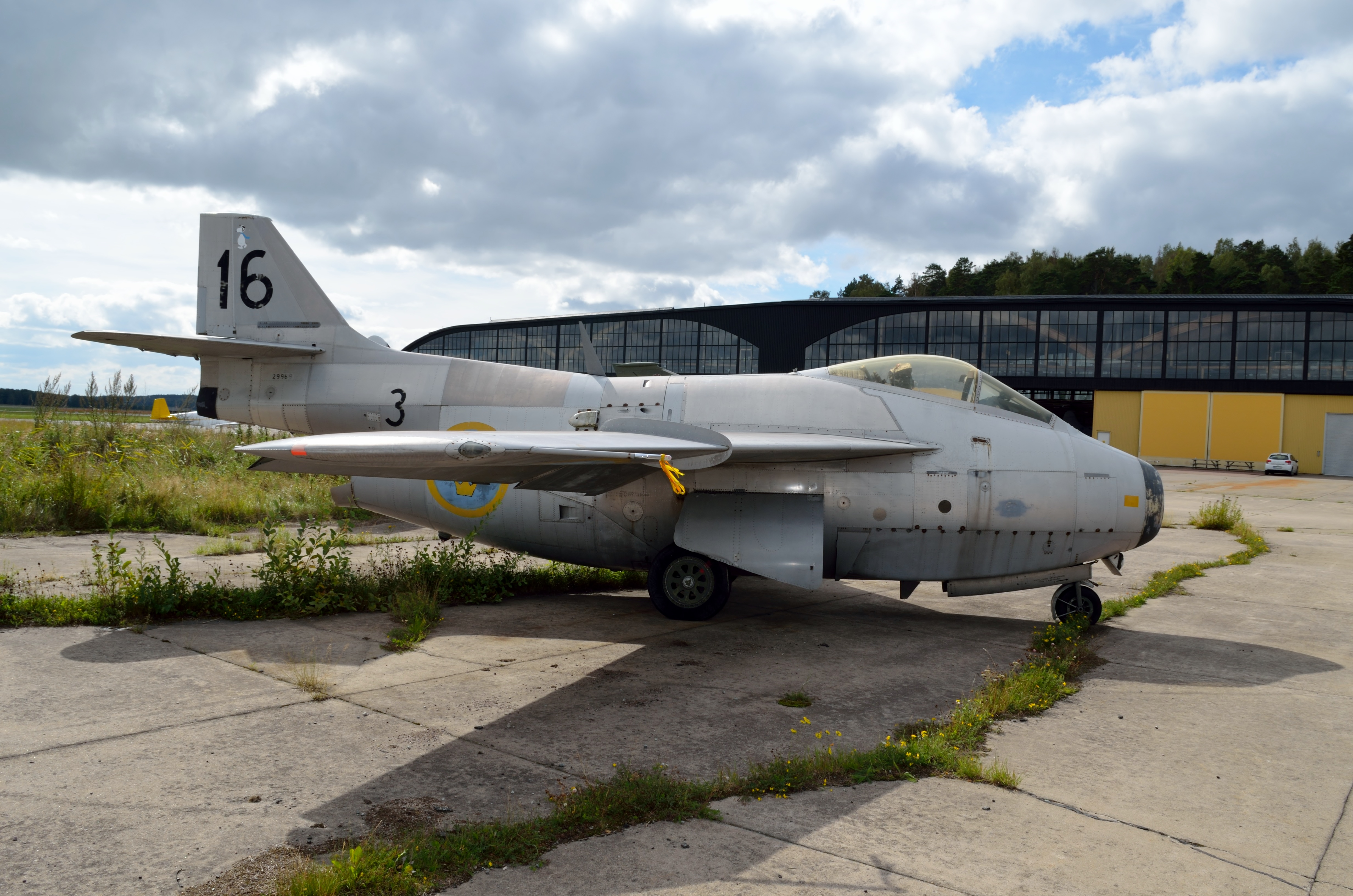
Spaningsversionen.

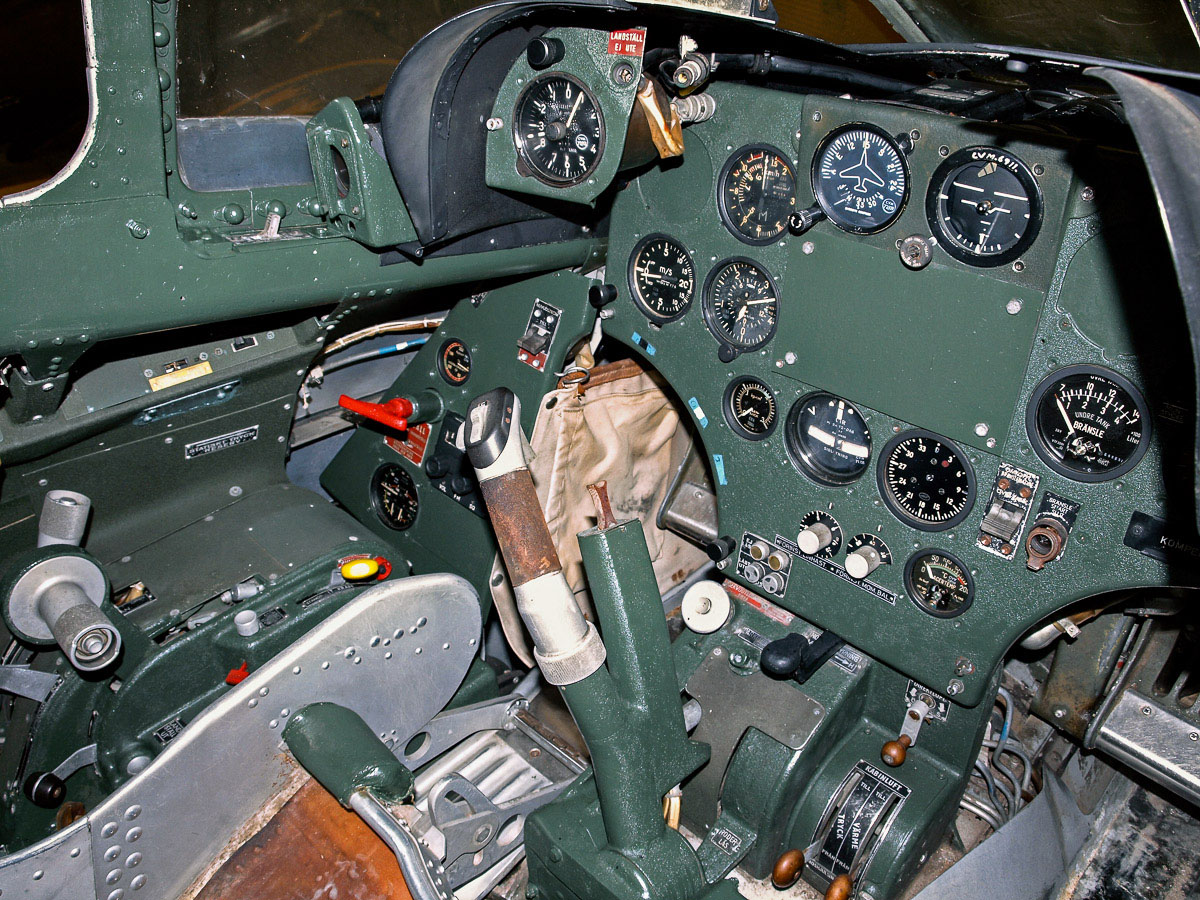
Cockpit i målbogseringsutförande utan vapensystem. J 29F nummer 29575.

Totalt producerades 661 individer av SAAB 29 av de olika varianterna, varav fyra individer endast tjänstgjorde som prototyper/provflygplan.
- J 29A: Grundversion, utrustad med motorn RM 2 (de Havilland Ghost).
- J 29B: Utrustad med extra bränsletankar monterade i vingarna. Även betecknad som A 29B.
- S 29C: Obeväpnat spaningsflygplan.
- J 29D: Provflygplan utrustad med en RM 2B[13] (de Havilland Ghost-motor med svenskkonstruerad efterbrännkamare).
- J 29E: Modifierad B-version med ny yttervinge. Ibland kallad "tandvinge" eller "tandad vinge" efter engelskans "Dog-tooth wing".
- J 29F: Modifierade flygplan av B- och E-versionen. Utrustad med RM 2B från J 29D samt E-vingen. Modifierad 1967 för målbogsering.

| Benämning | Antal | Tidsperiod | Typ              | Basering                             |
| Sverige   | Antal | Tidsperiod | Typ              | Basering                             |
| --------- | ----- | ---------- | ---------------- | ------------------------------------ |
| J 29      | 4     | 1948–1950  | Provflygplan     |                                      |
| J 29A     | 224   | 1951–1963  | Jaktflygplan     | F 3, F 9, F 12, F 15, F 16           |
| J 29B     | 360   | 1953–1957  | Jaktflygplan     | F 6, F 7, F 8, F 9 F 10, F 13        |
| S 29C     | 76    | 1954–1970  | Spaningsflygplan | F 11, F 21, MFD                      |
| J 29D     | 1     | 1954-1955  | Provflygplan     |                                      |
| J 29E     | 29    | 1954–1958  | Jaktflygplan     | F 4 F 9                              |
| J 29F     | 308   | 1955–1976  | Jaktflygplan     | F 3, F 4, F 9, F 10, F 15, F 16, MFD |

## Orealiserade projekt
JxR
Tidigt under Tunnans utveckling innan flygplanet ens fått ett internt namn på SAAB kallades projektet bara JxR. Ett antal olika utkast i olika konfigurationer gjordes 1945 för Sveriges nästa jaktflygplan. De absolut första utkasten hade två bommar som tidigare projektet SAAB 21 men i slutändan valde man en konfiguration med luftintaget i nosen. Det första utkastet av JxR med luftintaget i nosen hade raka vingar och en STAL Skuten reamotor. Denna variant av Tunnan kom inte längre än detta på grund av att SAAB fick tag på tyska dokument om pilvingar och att Skuten inte hade byggts än vid denna tidpunkt. Denna brukar ibland kallas för Urtunnan.
|  |

SAAB R 1001-001
SAAB R 1001 var det första Tunnanprojektet som nästan blev byggt. Planet hade en de Havilland Goblin-reamotor och pilvingar. Det första utkastet av R 1001 ritades sent 1945 och en fullskalig attrapp byggdes 1946. Flygplanet kom dock inte längre på grund av att starkare motorer blev tillgängliga och om R 1001 skulle kunna använda en sådan behövde sido- och höjdroder ritas om och sluttas tillbaka.
|  |  |  |

SAAB R 1001-002
Den senare varianten av R 1001 kallad 002. Denna variant hade den mycket kraftigare de Havilland Ghost-motorn och pilroder. R 1001-002 kom att ritas om ett par gånger för att slutligen bli Tunnan.
|  |

SAAB J 29R
J 29R var ett projekt att montera en radar i nosen på en J 29D. Två konfigurationer föreslogs, en med radarn centralt i luftintaget och en med radarn i en "näsa" ovanför luftintaget framför sittbrunnen. J 29R skulle fungerat som ett nattjaktflygplan men radarn skulle även ha hjälp att hitta flygplan i moln. En prototyp med en attrapp radom kallad "lösnäsa" testades. Projektet stoppades på grund av försämrad sikt och utvecklingen av SAAB 32 Lansen som skulle fylla samma roll.
|  |  |

SAAB J 29D alt 2.
Tunnans beväpning på 4 stycken 20 mm automatkanoner ansågs inte kraftfull nog att effektivt skjuta ner bombflygplan och därför föreslog man att förse Tunnan med efterbrännkammare och 4 stycken 30 mm Hispano-Suiza HSS 825 automatkanoner. En J 29A försågs med kanonattrapper för flygprov 1951. Vapnen prövade i provbock cirka 1953 men ansågs problematiska. Projekt skrotat.

## Bevarade flygplan
| Version | Nummer | Plats |
| ------- | ------ | --- |
| J 29A   | 29171  | Flygvapenmuseum. I förråd hos F 16 Museum, på före detta Upplands flygflottilj i Uppsala.                                                    |
| J 29A   | 29203  | Utställd på Svedinos Bil- och Flygmuseum, Ugglarp, Falkenberg.                                                                               |
| J 29F   | 29373  | Utställd på Jämtlands Flyg- och Lottamuseum, Optand, Östersund.                                                                              |
| J 29F   | 29392  | Uppställd på ett tak vid flygplatsen Wien-Schwechats internationella flygplats, Schwechat, Österrike.                                        |
| J 29B   | 29398  | I förråd vid Flygvapenmuseum, Malmslätt, Linköping.                                                                                          |
| J 29F   | 29401  | På piedestal vid före detta Jämtlands flygflottilj, Östersund.                                                                               |
| J 29F   | 29441  | På piedestal längs med E4 utanför Linköping.                                                                                                 |
| J 29F   | 29443  | På pelare vid Hörsching, Linz, Österrike. |
| J 29F   | 29447  | På betongfundament vid Höhere Technische Bundeslehranstalt, Linz, Österrike.                                                                 |
| J 29F   | 29449  | Utställd på Fliegermuseum, Zeltweg, Österrike.                                                                                               |
| J 29F   | 29466  | Utställd på Museum Fahrzeug-Technik-Luftfahrt, Bad Ischl, Österrike.                                                                         |
| J 29F   | 29487  | I förråd på Danmarks Tekniske Museum, Helsingör, Danmark.                                                                                    |
| J 29F   | 29507  | I förråd vid Flygvapenmuseum, Malmslätt, Linköping.                                                                                          |
| J 29F   | 29541  | Utställd på Österreichisches Luftfahrtmuseum, vid flygplats Thalerhof, Graz, Österrike.                                                      |
| J 29F   | 29543  | Utställd på Museo Storico Dell Aeronautico Militare Italiana, Vigna di Valle, Italien.                                                       |
| J 29F   | 29560  | Utställd på Familienpark Hubhof, Österrike.                                                                                                  |
| J 29F   | 29566  | Utställd på Heeresgeschichtliches Museum, Wien, Österrike.                                                                                   |
| J 29F   | 29575  | Flygvapenmuseum. Utställd på Ängelholms flygmuseum på före detta Skånska flygflottiljen.                                                     |
| J 29F   | 29582  | Zeltweg, Österrike (troligen skrotad). |
| J 29F   | 29588  | På pelare vid Österreichisches Luftfahrtmuseum, vid flygplats Thalerhof, Graz, Österrike.                                                    |
| J 29F   | 29589  | På betongfundament vid High Chaparral, Kulltorp, Hillerstorp. (såld 2018)                                                                    |
| J 29F   | 29621  | Privatägd, under renovering, Götene. |
| J 29F   | 29624  | Flygvapenmuseum. Utställd på Aeroseum, Göteborg.                                                                                             |
| J 29F   | 29640  | Midland Air Museum, Coventry, Storbritannien.                                                                                                |
| J 29F   | 29657  | I förråd vid National Air and Space Museum, Washington D.C., USA.                                                                            |
| J 29F   | 29665  | I förråd vid Musée de l'Air, Paris, Frankrike.                                                                                               |
| J 29F   | 29666  | Flygvapenmuseum. Utställd på F 15 Flygmuseum, Söderhamn.                                                                                     |
| J 29F   | 29670  | Flygvapenmuseum. Luftvärdig med civil registrering SE-DXB. Baserad på F 7 Såtenäs, Lidköping.                                                |
| S 29C   | 29902  | Flygvapenmuseum. Utställd på F 11 Museum, Skavsta.                                                                                           |
| S 29C   | 29929  | På piedestal vid Norrbottens flygflottilj, Luleå.                                                                                            |
| S 29C   | 29937  | Flygvapenmuseum. Utställd vid F 21 Museum, Luleå.                                                                                            |
| S 29C   | 29945  | Utställd som reklampelare vid bilfirma, Kareby, Kungälv.                                                                                     |

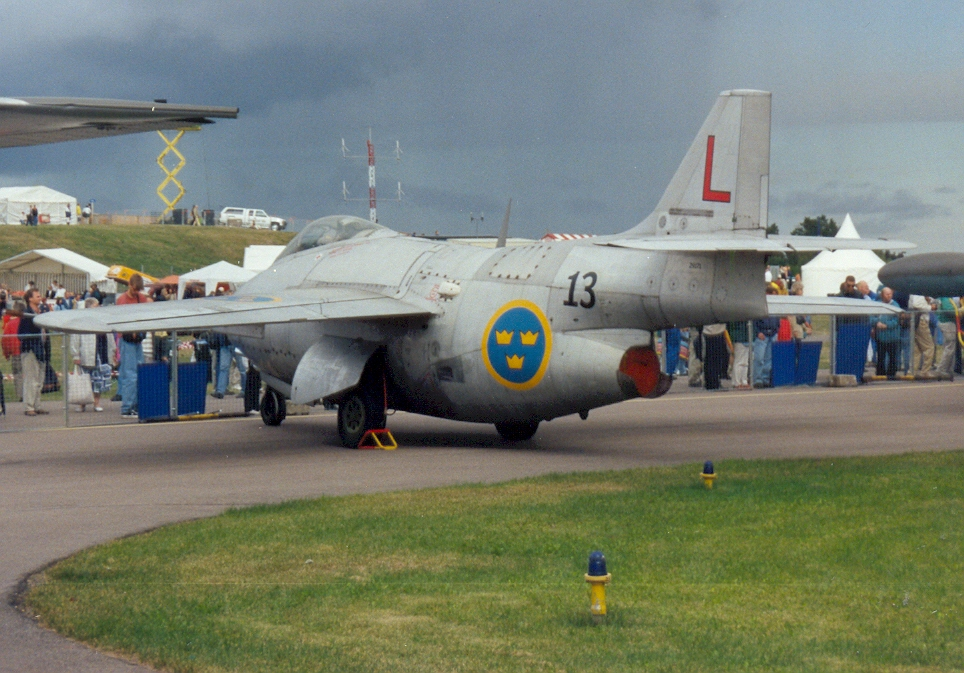
J 29A 29171

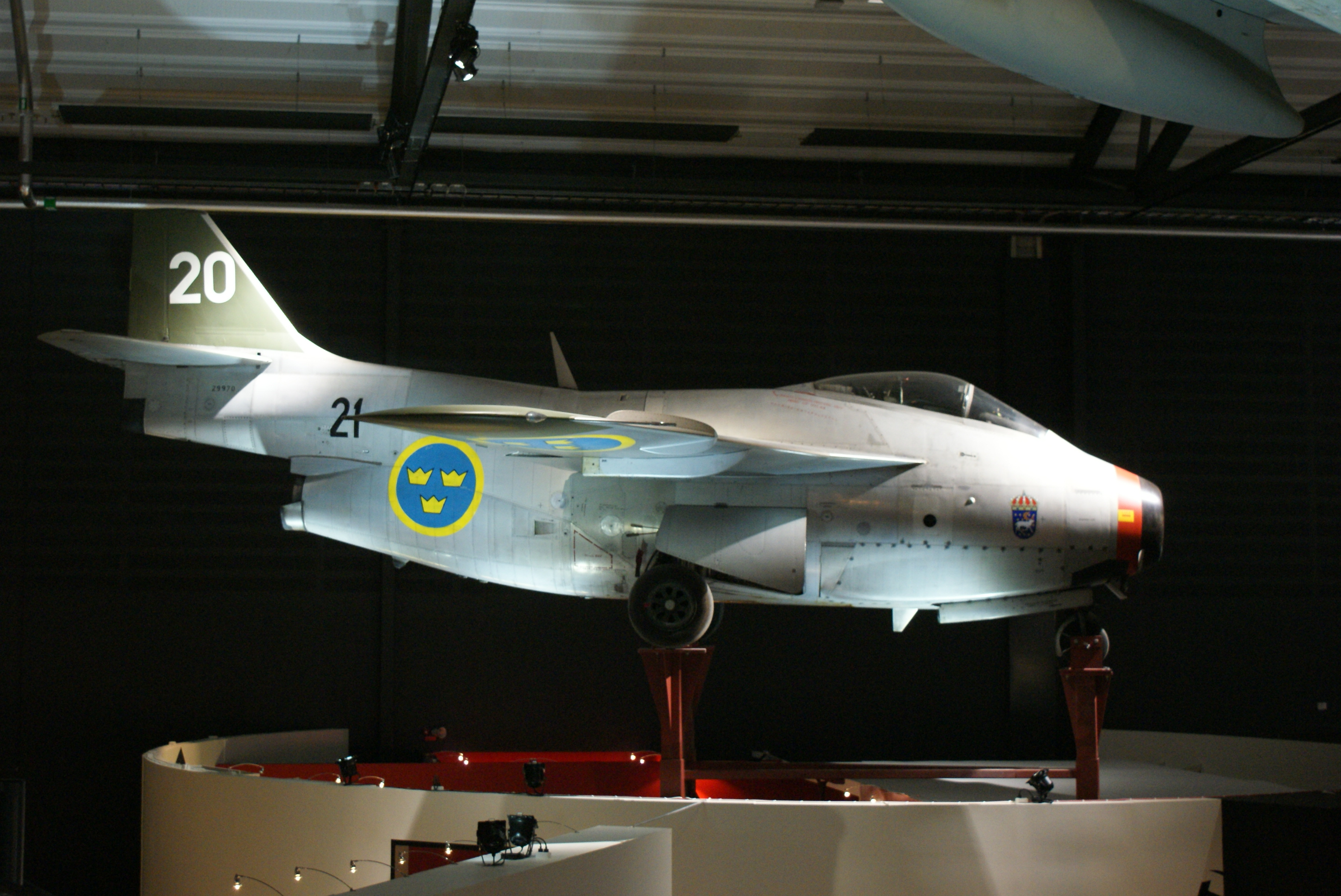
S 29C 29970, Flygvapenmuseum.

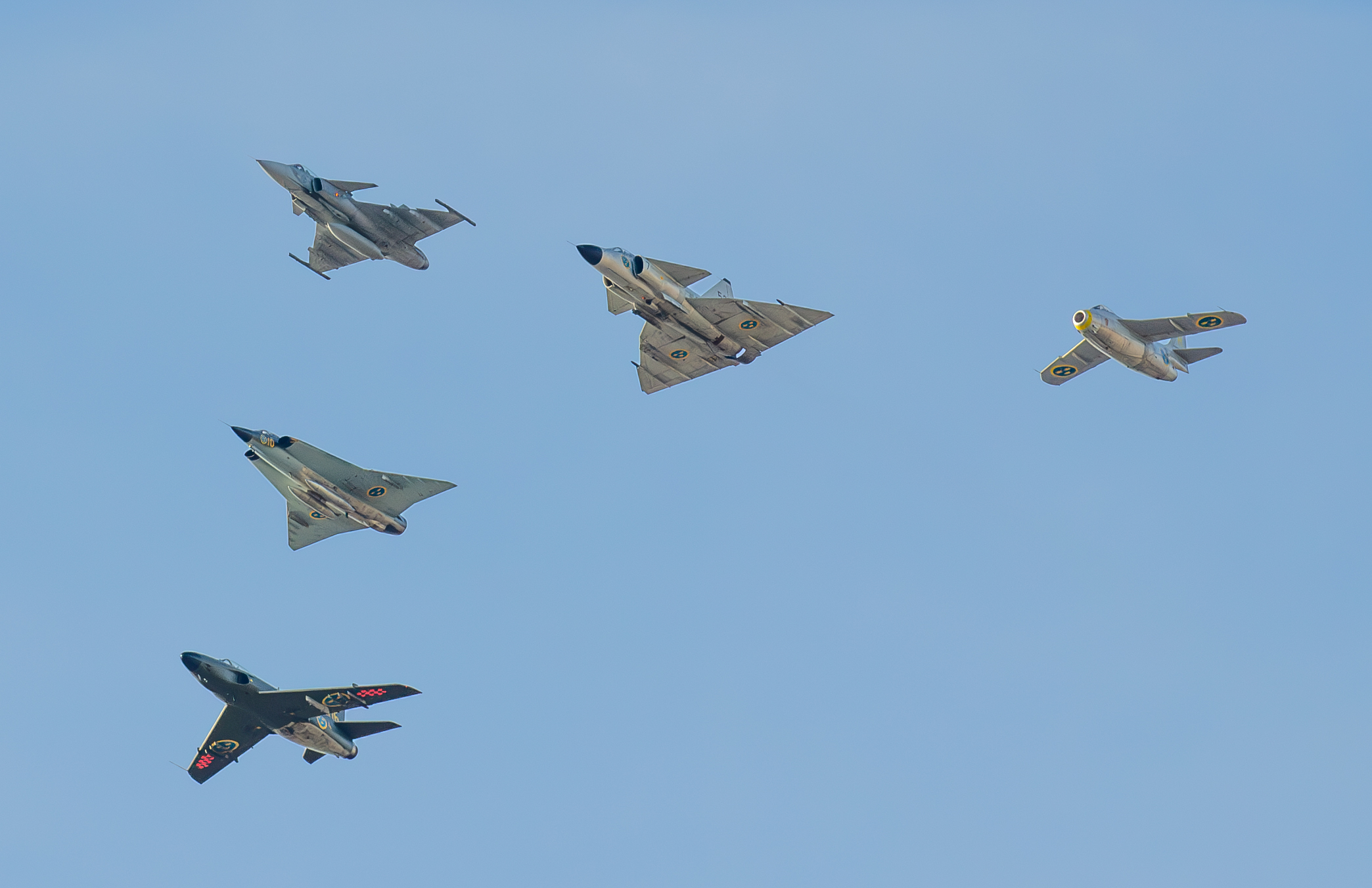
Tunnan tillsammans med sina efterträdare Lansen, Draken, Viggen och Gripen under flyguppvisningen över centrala Stockholm vid firandet av kung Carl XVI Gustafs 50 år på tronen 2023.

| S 29C   | 29969  | Flygvapenmuseum Utställd utomhus framför hall 3. Tidigare utställd på Västerås flygmuseum, Hässlö (på före detta Västmanlands flygflottilj). |
| S 29C   | 29970  | Utställd på Flygvapenmuseum, Malmslätt, Linköping.                                                                                           |
| S 29C   | 29974  | Utställd på Västerås flygmuseum, Hässlö. |